# Cheilopora inermis
Cheilopora inermis är en mossdjursart som först beskrevs av Busk 1860.  Cheilopora inermis ingår i släktet Cheilopora och familjen Cheiloporinidae. Inga underarter finns listade i Catalogue of Life.